# 윤동섭
윤동섭(尹東燮, 1961년 10월 2일~)은 대한민국의 의학자, 교수이며 2024년 2월부터 현재 연세대학교 총장으로 재직하고 있다.

## 학력
- 경남고등학교
- 1987년: 연세대학교 의과대학 의학 학사
- 1997년: 연세대학교 대학원 의학 석사
- 2003년: 고려대학교 대학원 의학 박사

## 주요 경력
- 1999년 3월~현재: 연세대학교 의과대학 외과학교실 조교수, 부교수, 교수
- 2008년 9월~2010년 8월: 연세대학교 의과대학 강남부학장
- 2011년 3월~2014년 8월: 연세대학교 강남세브란스병원 기획관리실장
- 2014년 3월~2017년 2월: 연세대학교 강남세브란스병원 외과부장
- 2017년 3월~2018년 7월: 연세대학교 의과대학 외과학교실 주임교수
- 2018년 8월~2020년 7월: 연세대학교 강남세브란스병원장
- 2020년 8월~2024년 2월: 연세대학교 의무부총장 겸 의료원장
- 2024년 2월~현재: 제20대 연세대학교 총장[1][2][3][4]

### 학회 및 기타 경력
- 2017년 4월~2019년 3월: 한국간담췌외과학회 이사장
- 2018년 11월~2020년 11월: 대한외과학회 이사장
- 2018년 4월~2021년 1월: 대한의학회 부회장
- 2019년 1월~2020년 12월: 한국외과연구재단 이사장
- 2020년 1월~2021년 3월: 보건복지부 수련환경평가위원회 위원장
- 2020년 11월~2021년 11월: 대한외과학회 부회장
- 2020년 7월~2022년 6월: 대한암학회 이사
- 2022년 11월~2023년 11월: 대한외과학회 회장
- 2022년 5월~2024년 5월: 한국의학교육협의회 회장
- 2022년 5월~2024년 5월: 대한병원협회 회장

## 논문
- 박사 학위 논문: 《비교 유전자 보합법에 의한 간내 담관암의 염색체 이상 분석》(고려대학교 대학원, 의학과 해부학전공, 2003. 2) ※관련 링크